# Фёдоров, Александр Васильевич
Александр Васильевич Фёдоров (1952 — 22 января 2016, Владимир, Российская Федерация) — советский и российский тренер по спортивной гимнастике, заслуженный тренер СССР.

## Биография
Долгое время работал тренером в школе по спортивной гимнастике города Владимира. Был одним из создателей знаменитой в советское время владимирской школы спортивной гимнастики. 
Основал во Владимире спортивный клуб «Владимир-интерспорт», который стал одним из признанных российских центров гимнастики. Среди его учеников 9-кратаный чемпион мира Юрий Королёв.